# تريفور بريان
تريفور بريان (بالإنجليزية: Trevor Bryan)‏ (23 أغسطس 1989 بسكنيكتادي في الولايات المتحدة - ) هو ملاكم أمريكي.

## إحصائيات
خاض خلال مسيرته 22 نزالا، فاز في 22 ولم يخسر. فاز بالضربة القاضية في 15 نزالا.

## روابط خارجية
- تريفور بريان على موقع بوكس ريك (الإنجليزية) (registration required)